# Gabriele Rangone
Gabriele Rangone (n. 1410, Chiari, Lombardia, Italia – d. 27 septembrie 1486, Roma, Statele Papale) a fost un cleric italian, episcop al Diecezei de Alba Iulia, ulterior arhiepiscop al Arhidiecezei de Eger și cardinal.

## Viața
Rangone a fost consilier al regelui Matia Corvin. În jurul anului 1470 papa Paul al III-lea i-a cerut să încurajeze reconcilierea între regii Poloniei și Ungariei în ceea ce privește Regatul Boemiei.
A fost ales episcop al Episcopiei Transilvaniei pe 16 decembrie 1472, iar în 1474 regele Ungariei l-a propus ca episcop de Eger. 
A fost creat cardinal de către papa Sixtus al IV-lea în consistoriul din 10 decembrie 1477, cu susținerea regelui Matia Corvin. În 1480 a fost numit legat la Napoli și a fost însărcinat de către papă să promoveze războiul contra otomanilor.
Cardinalul Rangone a participat la conclavul din 1484, în care Inocențiu al VIII-lea a fost ales papă.